# Jitka Zelenohorská

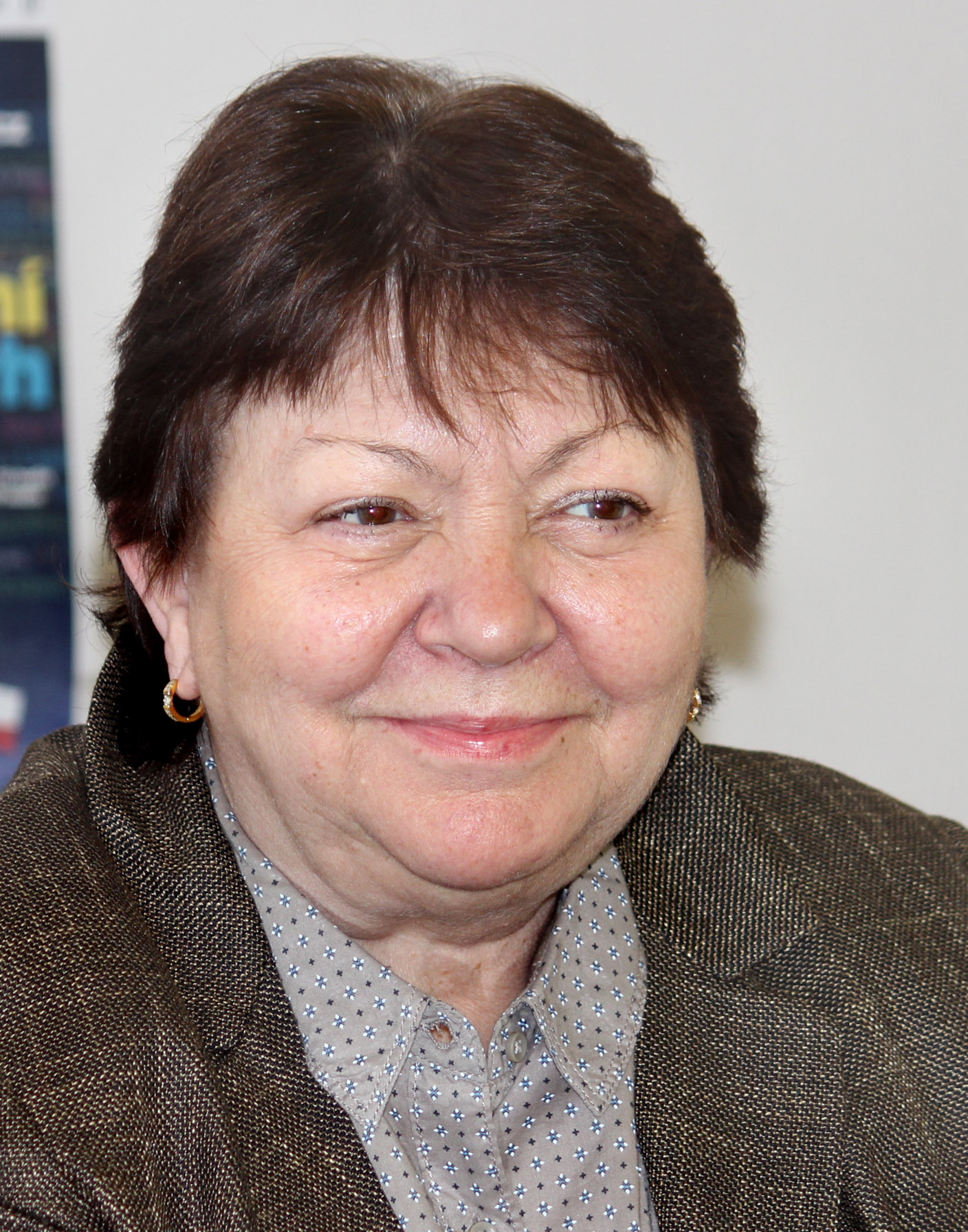
Jitka Zelenohorská (2016)

Jitka Zelenohorská (* 11. November 1946 in Prag) ist eine tschechische Schauspielerin.

## Leben
Jitka Zelenohorská wuchs in Prag auf, wo sie bis heute lebt.
Sie wirkte ab ihrem 15. Lebensjahr in Spielfilmen mit. Später absolvierte sie eine professionelle Schauspielausbildung an einer Schauspielschule in Prag. Sie wirkte als Schauspielerin vor der Kamera von 1961 bis zum Jahr 2014 in über 100 Film-und-Fernsehproduktionen mit, darunter auch in einigen DEFA-Filmen. Als Bühnendarstellerin wirkte sie in zahlreichen Theaterstücken, Musicals, Ballett-Aufführungen, Varieté-Shows und in Kabarett-Programmen mit, so unter anderem auch am Semafor-Theater, wo sie langjährig als festes Ensemblemitglied engagiert war.
Zelenohorská war zweimal verheiratet. Beide Ehen blieben kinderlos. In den 1960er-Jahren führte sie eine Beziehung mit dem Schlagersänger Waldemar Matuška.

## Filmografie (Auswahl)
- 1961: Junitage
- 1962: Schneesturm
- 1963: Am Seil
- 1964: Talente zu verleihen
- 1964: Hopfenpflücker
- 1965: Das finnische Messer
- 1966: Liebe nach Fahrplan
- 1966: Vor dem Ende der Nacht
- 1967: Das gestohlene Luftschiff
- 1969: Das Schweigen der Männer
- 1969/90: Lerchen am Faden (Skřivánci na niti)
- 1971: Der Schlüssel
- 1973: Liebende im Jahre Eins
- 1974: Hallo Taxi
- 1976: Ein Spiegel für Christine
- 1977: Adele hat noch nicht zu Abend gegessen
- 1978: Der Mann mit der Adlerhenne
- 1979: Der Tod bietet mit
- 1980: Die Märchenbraut (Fernsehserie)
- 1981: Das Geheimnis der leeren Urne
- 1981: Besuch aus der Galaxis
- 1982: Ein schönes Wochenende
- 1983: Der fliegende Ferdinand (Fernsehserie, fünf Folgen)
- 1984: Ein Haus mit tausend Gesichtern (Fernsehserie, zwei Folgen)
- 1985: Der fesche Hubert
- 1986: Geheimbund goldener Ball
- 2014: Skoda lasky (Fernsehserie, eine Folge)